# Коубек, Ян Православ
Ян Православ Коубек (чеш. Jan Pravoslav Koubek; 4 июня 1805, Блатна — 28 декабря 1854 или 29 декабря 1854, Блатна) — чешский писатель
. Представитель чешского национального возрождения.

## Биография
С 1839 года являлся профессором чешского языка и литературы в Пражском университете. Его оригинальные произведения: «Гробы (могилы) славянских поэтов», «Три сестры», юмористическое «Путешествие поэта в ад» (чеш. Básníkova cesta do pekel) и др. Полное собрание его сочинений было издано в Праге (1857—1859), с биографией. Переводил с русского и польского языков.
В течение революционного 1848 года он стал заниматься политикой. Был лидером академического легиона в Пражском университете. На выборах 1848 года он был избран в Конституционный Рейхстаг.
После завершения революции он продолжил педагогическую работу.
Он умер в декабре 1854 года.